# Olav Bjaaland
Olav (Olavson) Bjaaland, né le 5 mars 1873 à Morgedal et mort le 8 juin 1961 dans la même municipalité, est un skieur nordique norvégien et l'un des premiers hommes à atteindre le pôle Sud, avec l'équipe de l'expédition Amundsen.

## Biographie
Il est né à Morgedal dans le comté de Telemark. Au tournant du siècle, Bjaaland et les frères Torjus et Mikkjel Hemmestveit sont les meilleurs skieurs de la Norvège. En 1902, il gagne le combiné nordique au Festival de ski de Holmenkollen, une compétition classique en ski nordique encore de nos jours. Il est également cofondateur de l'Association norvégienne de ski en 1908.
En 1909, Bjaaland et cinq autres skieurs sont invités participer à une compétition de ski en France, que Bjaaland gagne. C'est lors de ce voyage que Finn Qval lui présente Roald Amundsen, qui lui propose de se joindre à son expédition au pôle Nord. Bjaaland est enthousiaste et accepte de suite. Ils appareillent d'Oslo sur le Fram le 7 juin 1910 ; un peu plus tard Amundsen annonce à son équipage qu'en fait, ils iront en Antarctique afin d'atteindre le pôle Sud avant Robert Falcon Scott et son équipe. Bjaaland crie alors : « Hourra, ça veut dire qu'on y sera les premiers ! »
Bjaaland étant également un charpentier doué, il réussit à diminuer le poids des traîneaux choisis de 88 à 22 kg sans pour autant diminuer leur solidité (Scott avait le même modèle de base mais ne les fera jamais modifier). Pendant le long trajet au pôle, Bjaaland ouvre la voie devant les chiens d'attelage pour que ceux-ci aient quelque chose à suivre. Il était connu pour skier de manière que ses traces soient presque parfaitement parallèles.
Après le succès de cette expédition Amundsen lui offre d'aller explorer le passage du Nord-Ouest, mais Bjaaland refuse.
En 1912, on lui décerne la médaille Holmenkollen, l'un des plus prestigieux prix de ski. Il retourne à son Telemark natal et y installe une usine de skis avec de l'argent emprunté d'Amundsen.
Il allume la flamme olympique lors des Jeux olympiques d'hiver de 1952 à Morgedal.
Il décède en 1961 à l'âge de 88 ans. Des cinq hommes à avoir atteint le pôle Sud il est celui qui vécut le plus longtemps, assez pour voir les avancées faites en Antarctique pendant l'année géophysique internationale. En 1966, un musée consacré à Bjaaland est ouvert à Morgedal.

## Postérité
Le mont Bjaaland en Antarctique, haut de 2 675 m, a été nommé en son honneur à la suite d'une exploration aérienne en 1960-1964 de la région du glacier Amundsen, dans la chaîne de la Reine-Maud.
Dans le film historique et biographique norvégien Voyage au bout de la Terre (Amundsen), réalisé par Espen Sandberg et sorti en 2019, son rôle est interprété par Elg Elgesem.